# Malachit-nektármadár
A Malachit-nektármadár (Nectarinia famosa) a madarak osztályába a verébalakúak rendjébe és a nektármadárfélék családjába tartozó faj.

## Rendszerezése
A fajt Carl von Linné svéd természettudós írta le 1766-ben, a Certhia nembe Certhia famosa néven.

## Alfajai
- Nectarinia famosa cupreonitens (Shelley, 1876) - Etiópia, Dél-Szudán, Kenya, Uganda, Ruanda, Burundi, a Kongói Demokratikus Köztársaság délkeleti része, kelet-Zambia, észak-Malawi és észak-Mozambik,
- Nectarinia famosa famosa (Linnaeus, 1766) - kelet-Zimbabwe, nyugat-Mozambik, Szváziföld, Lesotho és a Dél-afrikai Köztársaság északi része[2]

## Előfordulása
Burundi, a Dél-afrikai Köztársaság, Dél-Szudán, Etiópia, Kenya, a Kongói Demokratikus Köztársaság, Lesotho, Malawi, Mozambik, Namíbia, Ruanda, Szudán, Szváziföld, Tanzánia, Uganda,  Zambia és Zimbabwe területén honos. 
Természetes élőhelyei a szubtrópusi vagy trópusi cserjések. Állandó, nem vonuló faj.

## Megjelenése
Testhossza 12-27 centiméter, a különbséget a hím hosszú farok tolla okozza.
|  |  |

## Természetvédelmi helyzete
Az elterjedési területe rendkívül nagy, egyedszáma pedig stabil. A Természetvédelmi Világszövetség Vörös listáján nem fenyegetett fajként szerepel.